# Gallerucida simplex
Gallerucida simplex es una especie de insecto coleóptero de la familia Chrysomelidae.
Fue descrita científicamente en 1922 por Weise.